# カラクサケカビ
カラクサケカビ(Circinella)は、接合菌門接合菌綱ケカビ目に属するカビである。胞子嚢の柄がゼンマイのように巻き込むのが特徴である。

## 特徴
カラクサケカビは、ケカビ目の代表的なカビのひとつである。大型の胞子嚢だけをつける。その点でケカビに似るが、大きな違いは胞子嚢柄が巻蔓状に巻いて、平面上の渦巻きの内側に向いて胞子のうがつくことである。巻き方は種や株によっても異なるが、極端なものでは完全に二巻くらい巻き込む。主軸の側枝にこのような柄をつけるものや、仮軸状に伸びる枝の先がそれぞれに巻き込むものなどがある。
普通の培地でよく生育するが、ケカビなど程に成長が早くなく、また、あまり大きなコロニーにはならないことが多い。胞子嚢はほぼ球形。胞子嚢壁は褐色から黒褐色で比較的丈夫で、ケカビの多くのようにとろけることはなく、大きく裂けることで胞子を放出する。胞子のうの内部には大きな柱軸がある。柱軸は単なる球形やドーム型ではなく、ヒョウタン型など、ちょっとした凹凸があることが多い。
土壌からも出現するが、草食動物の糞から出現することが多い。一部には、糠味噌等から発見された例もある。

## 分類
この属はvan Tieghem と Le Monnier によって1983年にたてられたものである。現在認められている種は10種近くがあるが、最も普通なのは C. umbellata と C. muscae の二種である。代表的なものには以下のような種類がある。
- C. umbellata：胞子嚢柄は真っすぐに立ち上がり、あちこちに短い側枝を出す。側枝からは巻蔓状になった胞子嚢柄が十個ばかり束になって出る。
- C. muscae：胞子嚢柄は仮軸状に分枝し、それぞれの先端が巻蔓状になって胞子のうが形成される。標準的には個々の胞子嚢柄の基部にはそれと対生して不実の刺が出るが、出ないものもある。
- C. simplex：少数の胞子嚢が仮軸状に分枝した短い胞子嚢柄につく。胞子が不規則にうねった輪郭を持つのも特徴。

なお、C. linderiという種は先端の胞子嚢だけがアポフィシスを持つ珍しい種としてこの属で記載されたが、側生する胞子嚢が実は小胞子嚢であるとの解釈によってフェンネロミケス Fennelomycesという新属が立てられた。日本語の名は先端が巻いた胞子嚢柄の様子が唐草模様を思わせるためで、特に仮軸状に分枝したものはその感が強い。
大きい胞子のうのみを形成するのでケカビ科に所属させることが多かった。

## 巻蔓状の枝
胞子嚢柄が巻蔓状になることは、カラクサケカビの特徴であるが、同様に巻蔓状になる構造は、ケカビ目の菌類にはあちこちに見られる。先に述べたFennelomycesやハリエダケカビ、サムノスチルムの小胞子嚢柄がそれであるほか、より巻きがゆるいものとしてはバクセラの大胞子嚢柄や分生子柄、コウガイケカビの大胞子嚢柄などがある。また、必ずそのような形にならないものの中でも、ハリサシカビモドキやユミケカビなどの胞子嚢柄などが巻いている株が時々現れる。どうもケカビ目にはこの巻き方が出やすいようである。ケカビ目以外では、ハリサシカビ属のS. cornuなども同じように巻いている。キクセラ目などにも菌糸が巻くものがあるが、それらはたいていはバネのような巻き方である。